# Kawartha Lakes

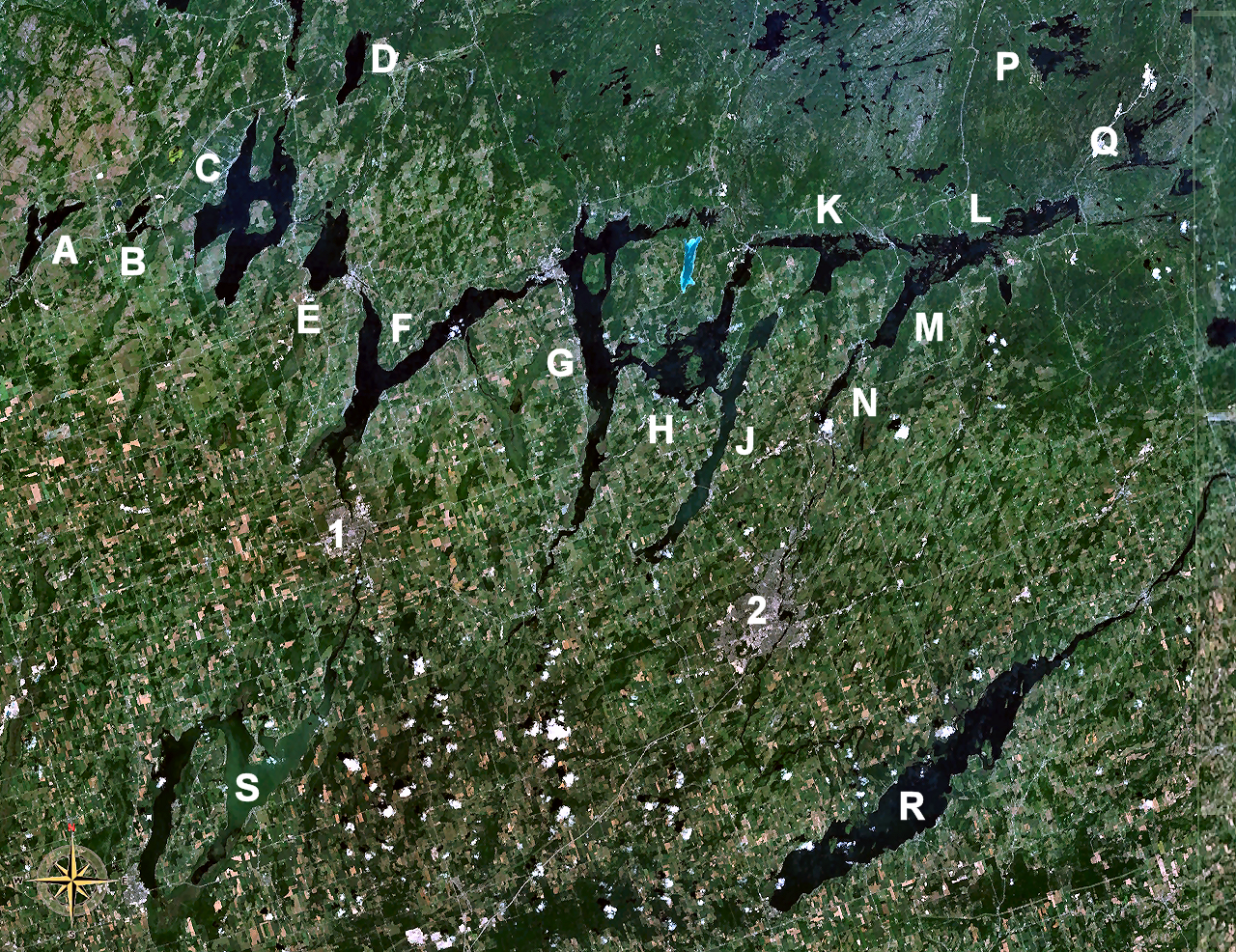
Die Kawartha Lakes

Die Kawartha Lakes sind eine Seengruppe in Südzentral-Ontario in Kanada.
Sie befinden sich im oberen Teil des Einzugsgebiets des Trent River nördlich des Ontariosees und östlich des Lake Simcoe.
Die Kawartha Lakes liegen entlang der Grenze zwischen der Kalkstein-Region des Golden Horseshoe aus dem Paläozoikum im Süden und einer Granit-Region des Kanadischen Schildes aus dem Präkambrium im Norden.
Die Stadt Kawartha Lakes wurde nach den Seen benannt. Sie befindet sich im Westen der Seengruppe. Der Trent-Severn-Wasserweg, ein Kanal, der die Georgian Bay am Huronsee mit der Bay of Quinte am Ontariosee verbindet, führt durch viele See der Hauptkette. Viele Ferienhäuser liegen an den Seen. Haupteinnahmequelle ist der Tourismus.
Folgende Seen – von Westen nach Osten – werden zu den Kawartha Lakes gezählt (die Buchstaben zeigen die Lage auf der Karte):
- Balsam Lake (C)
- Cameron Lake (E)
- Sturgeon Lake (F)
- Pigeon Lake (G)
- Buckhorn Lake (H)
- Chemong Lake (J)
- Lower Buckhorn Lake (K)
- Lovesick Lake (zwischen K und L)
- Stony Lake (L)

Nicht immer – aber häufig – werden die folgenden über den Talbot River verbundenen Seen auch dazu gezählt:
- Canal Lake (A)
- Mitchell Lake (B)

Weitere Seen werden gelegentlich zu den Kawartha Lakes gezählt:
- Clear Lake (M)
- White Lake (früher Dummer Lake)
- Katchewanooka Lake (N)

Koordinaten: 44° 29′ 58″ N, 78° 26′ 28″ W